# 叉枝虎耳草
叉枝虎耳草（学名：Saxifraga divaricata）为虎耳草科虎耳草属下的一个种。

## 扩展阅读
- 維基物種上的相關：叉枝虎耳草